# Кшечковиці
Кшечковиці (пол. Krzeczkowice) — село в Польщі, у гміні Самбожець Сандомирського повіту Свентокшиського воєводства.
Населення — 53 особи (2011).
У 1975—1998 роках село належало до Тарнобжезького воєводства.

## Демографія
Демографічна структура на день 31 березня 2011 року:
|          | Загалом | Допрацездатний вік | Працездатний вік | Постпрацездатний вік |
| -------- | ------- | ------------------ | ---------------- | -------------------- |
| Чоловіки | 33      | 5                  | 24               | 4                    |
| Жінки    | 20      | 1                  | 12               | 7                    |
| Разом    | 53      | 6                  | 36               | 11                   |